# راجيش ناير
راجيش ناير (بالإنجليزية: Rajesh Nair)‏ هو مخرج هندي، ولد في 12 أغسطس 1978.